# Eparchia di Laodicea
L'eparchia di Laodicea dei Maroniti (in latino: Eparchia Laodicena Maronitarum) è una sede della Chiesa maronita in Siria. Nel 2021 contava 47.000 battezzati. È retta dall'eparca Antoine Chbeir.

## Territorio
L'eparchia comprende la città di Laodicea, dove si trova la cattedrale di Nostra Signora di Laodicea, e la zona costiera della Siria.
Il territorio è suddiviso in 32 parrocchie.

## Storia
La sede di Laodicea è un'antica eparchia maronita. Fino al XVIII secolo il patriarcato maronita era solo formalmente suddiviso in eparchie: di fatto i vescovi erano tutti considerati come ausiliari del patriarca, l'unica vera guida della nazione maronita. I vescovi di Laodicea, come gli altri vescovi maroniti, di fatto avevano solo il titolo della loro sede, non esercitandovi nessuna reale giurisdizione e non avendo nemmeno un luogo dove risiedere.
Il sinodo del Monte Libano del 1736, che su istanza di Propaganda Fide decise l'erezione canonica delle diocesi maronite, non prese in considerazione Laodicea, che continuò dunque ad essere sede di un vescovo titolare. I territori che formalmente facevano parte di Laodicea furono sottomessi dal sinodo all'autorità degli eparchi di Tripoli.
Il 16 aprile 1954, con il decreto Quo aptiori, la Congregazione per le Chiese Orientali decise di sottrarre i territori dell'arcieparchia di Tripoli dei Maroniti che si trovavano in territorio siriano all'autorità dell'arcieparca di Tripoli e di affidarli in qualità di amministratore apostolico all'arcieparca di Aleppo.
Il 4 agosto 1977 l'amministrazione apostolica fu elevata al rango di eparchia e contestualmente fu soppressa la sede titolare.

## Cronotassi

### Vescovi titolari
- Jean Estephan † (novembre 1732 - 1743 nominato eparca di Beirut)[1]
- Nicolas Murad † (5 dicembre 1843 - 10 gennaio 1863 deceduto)[2]
- Giuseppe Foraifer † (11 febbraio 1872 - ?)[3]
- Paolo Akl † (22 febbraio 1919 - 1956 deceduto)

### Amministratori apostolici
- François Ayoub † (16 aprile 1954 - 2 giugno 1966 deceduto)
- Joseph Salamé † (24 settembre 1967 - 4 agosto 1977 dimesso)

### Eparchi residenziali
- Georges Abi-Saber, O.L.M. † (4 agosto 1977 - 2 maggio 1986 nominato vescovo ausiliare di Antiochia[4])
- Antoine Torbey † (2 maggio 1986 - 23 giugno 2001 ritirato)
- Youssef Massoud Massoud † (23 giugno 2001 - 5 giugno 2011 dimesso)
- Elias Sleiman (16 gennaio 2012 - 14 marzo 2015 dimesso)
- Antoine Chbeir, dal 14 marzo 2015

## Statistiche
L'eparchia nel 2021 contava 47.000 battezzati.
| anno | popolazione | popolazione | popolazione | presbiteri | presbiteri | presbiteri | presbiteri                | diaconi | religiosi | religiosi | parrocchie |
| anno | battezzati  | totale      | %           | numero     | secolari   | regolari   | battezzati per presbitero | diaconi | uomini    | donne     | parrocchie |
| ---- | ----------- | ----------- | ----------- | ---------- | ---------- | ---------- | ------------------------- | ------- | --------- | --------- | ---------- |
| 1970 | 15.000      | 1.200.000   | 1,3         | 20         | 20         |            | 750                       |         |           | 21        | 30         |
| 1980 | 20.000      | ?           | ?           | 17         | 16         | 1          | 1.176                     |         | 1         | 24        | 30         |
| 1990 | 23.000      | ?           | ?           | 21         | 17         | 4          | 1.095                     |         | 4         | 36        | 29         |
| 1999 | 27.000      | ?           | ?           | 23         | 18         | 5          | 1.173                     |         | 6         | 36        | 32         |
| 2000 | 27.000      | ?           | ?           | 22         | 18         | 4          | 1.227                     |         | 4         | 36        | 32         |
| 2001 | 28.000      | ?           | ?           | 23         | 17         | 6          | 1.217                     |         | 6         | 36        | 32         |
| 2002 | 30.000      | ?           | ?           | 21         | 18         | 3          | 1.428                     |         | 7         | 39        | 32         |
| 2003 | 30.000      | ?           | ?           | 24         | 21         | 3          | 1.250                     |         | 11        | 40        | 32         |
| 2004 | 31.000      | ?           | ?           | 24         | 20         | 4          | 1.291                     |         | 4         | 40        | 32         |
| 2009 | 33.000      | ?           | ?           | 28         | 26         | 2          | 1.178                     |         | 9         | 40        | 32         |
| 2011 | 35.000      | ?           | ?           | 27         | 25         | 2          | 1.296                     |         | 10        | 40        | 32         |
| 2013 | 45.000      | ?           | ?           | 28         | 24         | 4          | 1.607                     |         | 10        | 40        | 30         |
| 2019 | 45.000      | ?           | ?           | 29         | 25         | 4          | 1.551                     |         | 10        | 40        | 33         |
| 2021 | 47.000      | ?           | ?           | 33         | 31         | 2          | 1.424                     | 1       | 7         | 6         | 32         |